# Ambasciatore d'Italia in Polonia

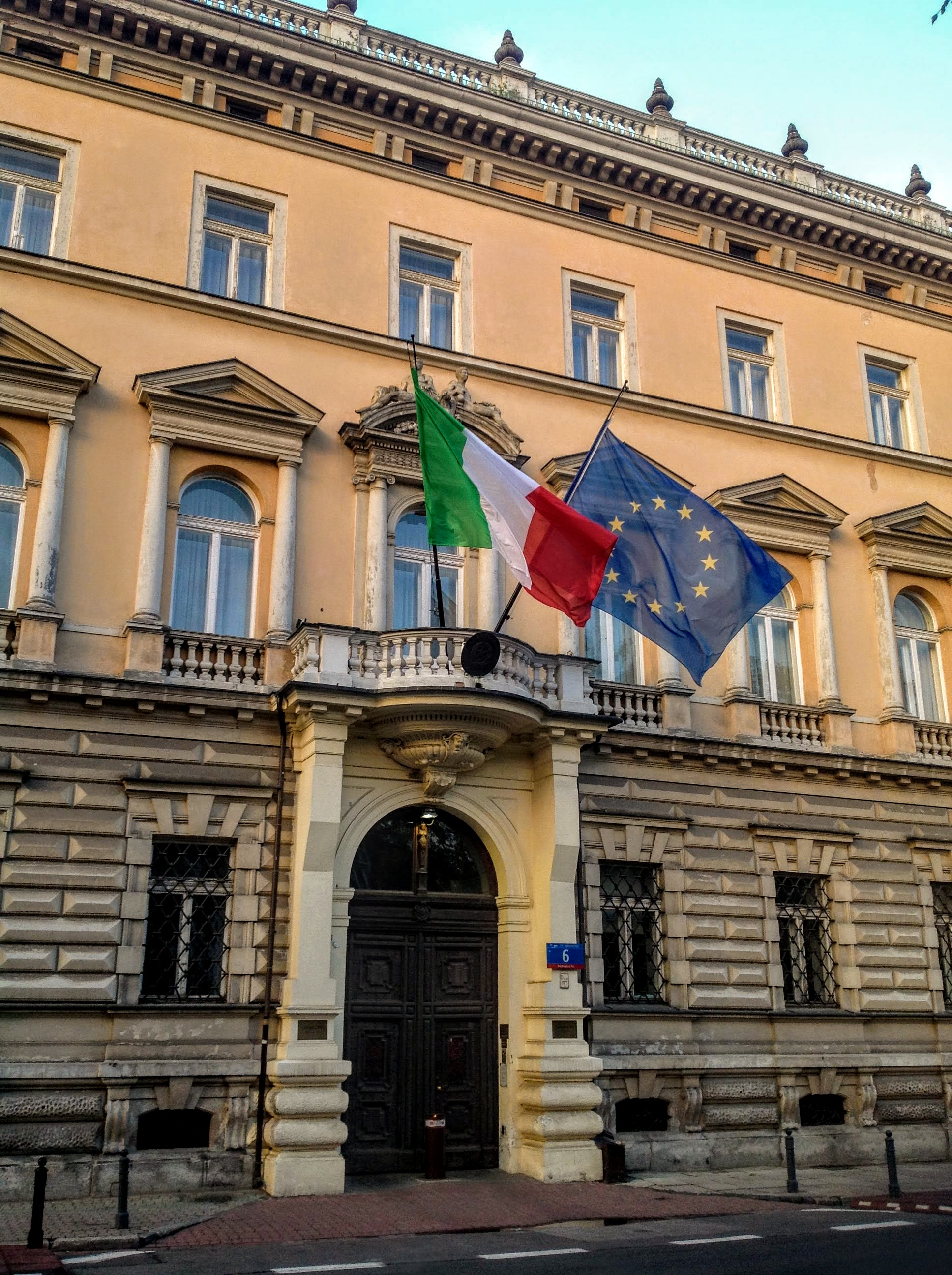
Palazzo Szlenkier a Varsavia, sede dell'ambasciata d'Italia in Polonia.

L'ambasciatore d'Italia in Polonia (in polacco, Ambasada Włoch w Polsce) è il capo della missione diplomatica della Repubblica Italiana nella repubblica di Polonia.

## Storia
I primi contatti tra le due culture risalgono ai tempi degli antichi romani, quando i mercanti romani cominciarono i primi viaggi verso nord, principalmente alla ricerca di ambra, gettando le basi di quella che poi verrà definita via dell'ambra, passante proprio per il territorio dell'attuale Polonia.
La nascita della nazione polacca è convenzionalmente fissata nell'anno 966, con il primo nucleo nazionale sorto attorno alla città di Gniezno per mano di Miecislao I di Polonia, la cui bandiera è quella che ancora identifica lo stato attuale. La presenza di uno stato politicamente stabile favorì gli scambi economici e culturali che fiorirono per diversi secoli finché la Polonia cominciò ad essere smembrata dagli stati vicini finché la sua entità politica scomparve dalle carte geografiche nel 1795, spartito tra Prussia, Impero russo e Impero austro-ungarico (spartizione della Polonia).
La similitudine tra le situazioni politiche di Italia e Polonia riavvicinarono le due nazioni, tant'è che nei primi anni del Novecento il neo regno d'Italia auspicò la restaurazione dello stato polacco, riconoscendone per primo la sovranità al termine della prima guerra mondiale.
Il primo capo missione in Polonia fu Francesco Tommasini, insediatosi a Varsavia nel 1919, appena dopo la creazione della seconda repubblica. Le relazioni tra le due nazioni furono molto amichevoli negli anni venti e trenta, durante i quali il regime fascista intervenne più volte per risolvere alcuni contenziosi territoriali in favore della Polonia, vista come avversario e contrasto al panslavismo di matrice bolscevica che prendeva piede in Europa orientale in quegli anni.
I rapporti bilaterali cessarono, almeno in forma ufficiale, allo scoppio della seconda guerra mondiale con l'occupazione nazista, per riprendere poi nel 1945, anche se la divisione in blocchi che caratterizzò i decenni successivi non favorì i rapporti di amicizia. Soltanto negli anni sessanta si ebbe una ripresa degli scambi bilaterali, anche se limitati a soli scambi commerciali per diversi anni.
L'avvento di Solidarność e gli eventi del 1989 riportarono la Polonia ad un regime di piena sovranità e democrazia, dando inizio ad una nuova fase nelle relazioni italo-polacche, favorite da eventi quali l'elezione di papa Giovanni Paolo II prima, e l'adesione alla NATO del 1999 e l'ingresso della Polonia nell'Unione europea del 2004 dopo.
La sede dell'ambasciata italiana è ospitata a Palazzo Szlenkier a Varsavia, fin dal 1922. Dal 13 febbraio 2023 l'ambasciatore d'Italia in Polonia è Luca Franchetti Pardo.

## Lista degli ambasciatori
Quella che segue è una lista degli ambasciatori italiani in Polonia.
| Periodo                                   | Capo missione                               | Sede     | Nominato dal governo   | Accreditato da          | Note    |         |
| ----------------------------------------- | ------------------------------------------- | -------- | ---------------------- | ----------------------- | ------- | ------- |
| Seconda Repubblica di Polonia             |                                             |          |                        |                         |         |         |
| 1919 - 1923                               | Francesco Tommasini                         | Varsavia | Governo Nitti I        | Józef Piłsudski         |         |         |
| 1923 - 1929                               | Giovanni Cesare Majoni                      | Varsavia | Governo Mussolini      | Stanisław Wojciechowski |         |         |
| 1929 - 1931                               | Alberto Martin-Franklin                     | Varsavia | Governo Mussolini      | Ignacy Mościcki         |         |         |
| 1931 - 1932                               | Luigi Vannutelli Rey                        | Varsavia | Governo Mussolini      | Ignacy Mościcki         |         |         |
| 25 agosto 1932 - 1936                     | Giuseppe Bastianini                         | Varsavia | Governo Mussolini      | Ignacy Mościcki         |         |         |
| 1936 - 1939                               | Pietro Arone di Valentino                   | Varsavia | Governo Mussolini      | Ignacy Mościcki         |         |         |
| Governatorato Generale (Germania nazista) |                                             |          |                        |                         |         |         |
| 1939 - 1945                               | vacante                                     | vacante  | vacante                | vacante                 | vacante | vacante |
| Repubblica Popolare di Polonia            |                                             |          |                        |                         |         |         |
| 1945 - 1947                               | Eugenio Reale                               | Varsavia | Governo Parri          | Bolesław Bierut         |         |         |
| marzo 1947 - aprile 1948                  | Ambrogio Donini                             | Varsavia | Governo De Gasperi III | Bolesław Bierut         |         |         |
| 1948 - 1952                               | Giovanni De Astis                           | Varsavia | Governo De Gasperi IV  | Bolesław Bierut         |         |         |
| 1952 - 1955                               | Giovanni Battista Guarnaschelli             | Varsavia | Governo De Gasperi VII | Aleksander Zawadzki     |         |         |
| 1955 - 1958                               | Luigi Cortese                               | Varsavia | Governo Segni I        | Aleksander Zawadzki     |         |         |
| 1958 - 1962                               | Pasquale Jannelli                           | Varsavia | Governo Fanfani II     | Aleksander Zawadzki     |         |         |
| 1962 - 1968                               | Enrico Aillaud                              | Varsavia | Governo Fanfani IV     | Aleksander Zawadzki     |         |         |
| 1968 - 1971                               | Manilo Castronovo                           | Varsavia | Governo Leone II       | Marian Spychalski       |         |         |
| 1971 - 1973                               | Alessandro Tassoni Estense di Castelvecchio | Varsavia | Governo Colombo        | Józef Cyrankiewicz      |         |         |
| 1974 - 1976                               | Mario Mondello                              | Varsavia | Governo Moro IV        | Henryk Jabłoński        |         |         |
| 1976 - 1978                               | Mario Profili                               | Varsavia | Governo Andreotti III  | Henryk Jabłoński        |         |         |
| 1978 - 1983                               | Marco Favale                                | Varsavia | Governo Andreotti IV   | Henryk Jabłoński        |         |         |
| 1983 - 1986                               | Guglielmo Folchi                            | Varsavia | Governo Craxi I        | Henryk Jabłoński        |         |         |
| 1986 - 1988                               | Paolo Galli                                 | Varsavia | Governo Craxi II       | Wojciech Jaruzelski     | [ 5 ]   |         |
| 1988 - 1993                               | Vincenzo Manno                              | Varsavia | Governo De Mita        | Wojciech Jaruzelski     |         |         |
| Repubblica di Polonia                     |                                             |          |                        |                         |         |         |
| 1993 - 1997                               | Giuseppe Balboni Acqua                      | Varsavia | Governo Ciampi         | Lech Wałęsa             |         |         |
| 1997 - 2001                               | Luca Daniele Biolato                        | Varsavia | Governo Prodi I        | Aleksander Kwaśniewski  |         |         |
| 2001 - 2006                               | Giancarlo Leo                               | Varsavia | Governo Berlusconi II  | Aleksander Kwaśniewski  |         |         |
| 2006 - 2008                               | Anna Blefari Melazzi                        | Varsavia | Governo Prodi II       | Lech Kaczyński          |         |         |
| 2008 - 2011                               | Aldo Mantovani                              | Varsavia | Governo Berlusconi IV  | Lech Kaczyński          |         |         |
| 30 dicembre 2011 - 2014                   | Riccardo Guariglia                          | Varsavia | Governo Monti          | Bronisław Komorowski    |         |         |
| 1º luglio 2014 - 2018                     | Alessandro De Pedys                         | Varsavia | Governo Renzi          | Bronisław Komorowski    | [ 6 ]   |         |
| 22 ottobre 2018 - 2022                    | Aldo Amati                                  | Varsavia | Governo Conte I        | Andrzej Duda            |         |         |
| 13 febbraio 2023 - in carica              | Luca Franchetti Pardo                       | Varsavia | Governo Meloni         | Andrzej Duda            |         |         |

## Altre sedi diplomatiche d'Italia in Polonia
Oltre l'ambasciata a Varsavia, esiste un'estesa rete consolare della repubblica italiana nel territorio polacco:
| Tipologia                | Sede          | Note |
| ------------------------ | ------------- | ---- |
| Consolato Onorario       | Breslavia     |      |
| Consolato Onorario       | Cracovia      |      |
| Consolato Onorario       | Gdynia        |      |
| Consolato Onorario       | Poznań        |      |
| Consolato Onorario       | Stettino      |      |
| Corrispondente Consolare | Bielsko-Biała |      |
| Corrispondente Consolare | Zielona Góra  |      |